# Ašura (raketa)
Ašura je model iranskog balističkog projektila srednjeg dometa. U studenom 2007. iranski ministar obrane Mostafa Mohammad Najjar objavio je kako je Iran konstruirao raketu Ašura, novi balistički projektil dometa 2000 km. Najjar je izjavio: "Islamska Republika Iran nema namjere napasti ijednu zemlju, niti će to ikad učiniti. No ako netko pokuša napasti Iran, uzvratit ćemo svom vojnom snagom koju posjedujemo". Nije precizirao na koji se način novi projektil razlikuje od Šahaba-3, koji ima domet od 2100 km.
Prilikom skupnjanja paravojske Basij na vojnim vježbama koje su održavane istog tjedna, Najjar je izjavio: "Izgradnja projektila Ašura dometa 2000 km predstavlja veliki uspjeh za iransku obrambenu industriju".
Prema izvorima tjednika Jane's Defence Weekly, projektil Ašura predstavlja važan proboj za iransku balističku tehnologiju jer se radi o prvom dvostupanjskom balističkom projektilu na kruto gorivo, za razliku od dotadašnjih modela Šahaba na tekuće pogonsko gorivo. Novi sustav pogonskog goriva skraćuje vrijeme pripreme projekila što implicira povećanje preciznosti u ratnim situacijama. Tjednik navodi kako je razvoj projektila paralelan pakistanskom programu Šahen-II, iako nema dokaza da su Iranci s Pakistancima ili drugim zemljama vršili razmjenu tehnologije. Balistički projektil Ašura je razvila Šahid Bageri Industrijska Grupa (SBIG) pod Sanam Industrijskom grupom (Odjel 140), koji su dio iranske Organizacije obrambene industrije (DIO).